# Pompon (laine)
Pour les articles homonymes, voir Pompon.

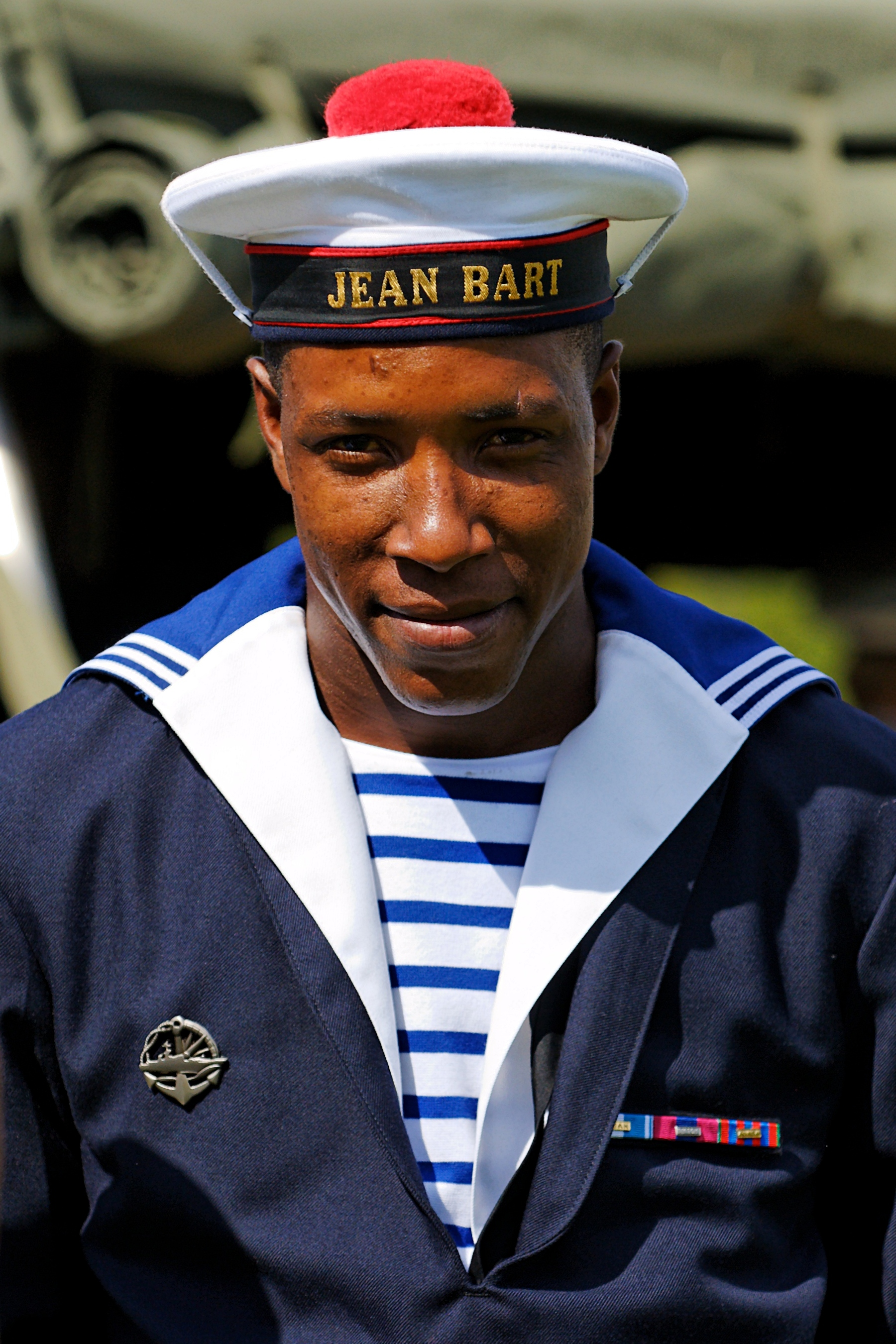
Un matelot portant son "bachi", surmonté du pompon rouge

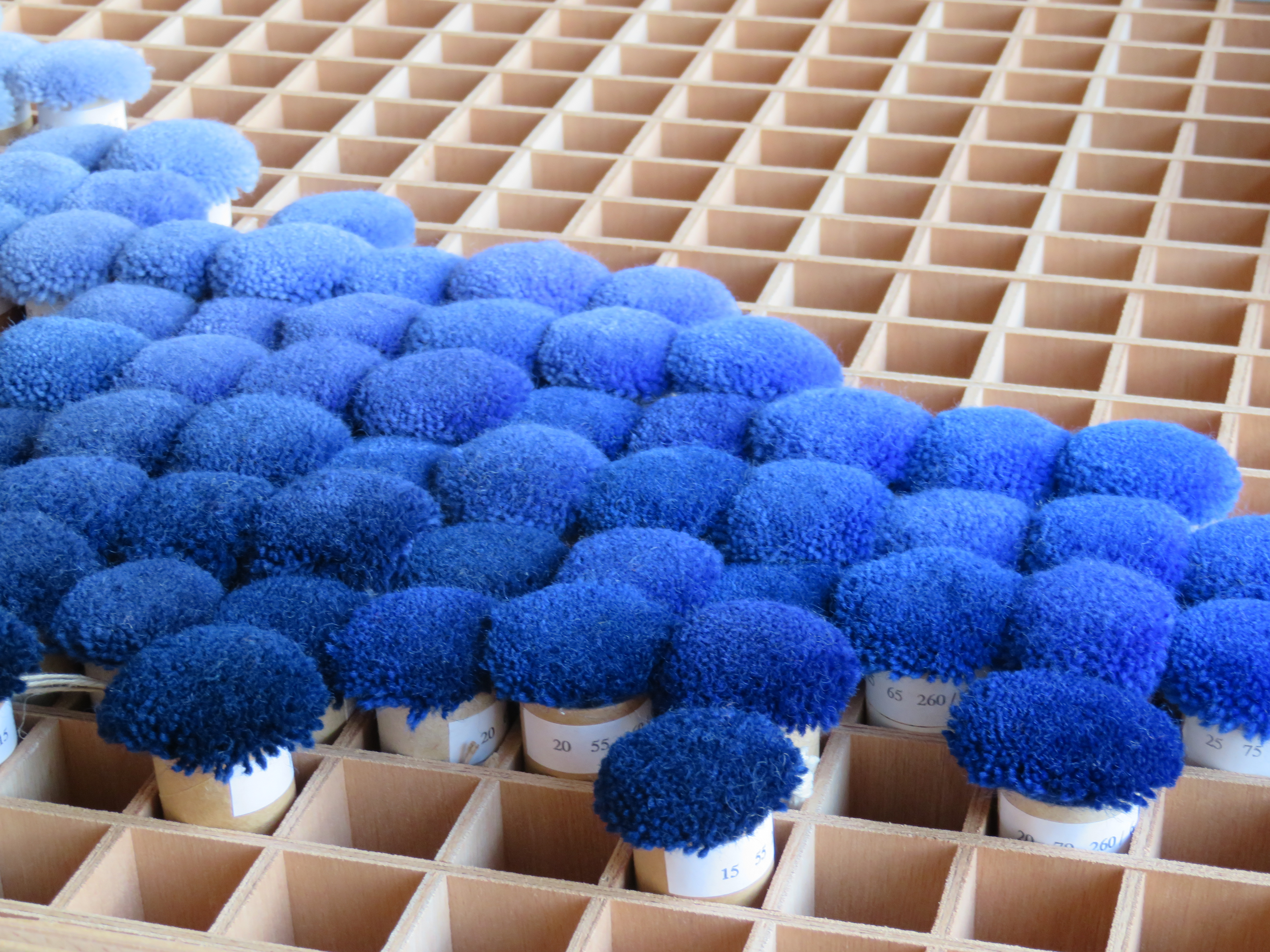
Pompons du nuancier des couleurs, Mobilier national

Un pompon est une boule en laine que l'on retrouve sur un bonnet, un béret ou un képi. Il peut servir de décoration sur un pull, un tapis...

## Techniques
Pour faire un pompon, il est d'abord nécessaire de dessiner deux cercles identiques dans un papier cartonné, puis un plus petit à l'intérieur de chacun d'eux. Les deux petits anneaux doivent être découpés. Il faut ensuite prendre un long fil de laine ou une petite pelote de laine, et l'attacher autour des anneaux. Enrouler de nombreuses fois le fil ou la pelote  autour des anneaux. Pour finir, écarter les brins de laine de façon à dégager les deux anneaux de carton. Glisser les ciseaux entre les deux anneaux et couper la laine en suivant les anneaux. Enfin, passer un brin de laine entre les anneaux et le nouer serré. Déchirer et retirer les anneaux de carton, puis égaliser les brins de laine du pompon.

## Création
Pendant de nombreuses années, les pompons n'étaient apparents que sur les bonnets, les bérets ou les képis[réf. nécessaire].
De nos jours, ils peuvent servir de décoration sur différents vêtements, objets, etc.

## Symbolique
Toucher le pompon rouge d'un bonnet de marin est censé porter bonheur.

## Histoire
Depuis le décret du 1er avril 1808, un  pompon orne  le shako qui coiffe les marins (la couleur varie selon le numéro de la compagnie). Il disparaît  en 1825, reparaît en 1856 sur le bonnet de travail sous forme d’une houpette (De nos jours encore, le pompon est toujours répertorié sous le nom de "houpette" dans la nomenclature du service "habillement-casernement-couchage" (HCC) de la marine nationale française). En 1914-1918, le pompon est très gros et les brins de laine rouge sont collés sur un petit socle de bois. Cette houppette avait un autre avantage : protéger le crâne des marins, qui risquaient de se cogner dans les coursives étroites et basses de plafond des navires de guerre (notamment lors du passage des portes de sécurité au seuil surélevé et au linteau surbaissé).